# Mario Rigo
Mario Alberto Rigo (Noale, 4 ottobre 1929 – Mirano, 22 novembre 2019) è stato un politico italiano, già esponente del Partito Socialista Italiano e parlamentare europeo.

## Biografia
Nel 1949 si iscrive a Giustizia e Libertà, il cui segretario provinciale è l'avvocato Renzo Biondo. Qui conosce e frequenta Armando Gavagnin, già esponente del Partito d'Azione e noto combattente antifascista. Lo stesso anno, decisero di entrare nel Partito Socialista Unitario, che si fonderà al PSLI di Saragat dando vita al PSDI. Segue il suo maestro nel 1958 nel Movimento Unitario di Iniziativa Socialista, che confluirà nel PSI nel 1959.
Alle elezioni comunali del 1956, a Noale, Rigo presenta la lista del sole nascente (PSDI), che si contrappone a quella dello scudo crociato (DC) e a quella della Spiga (PCI- PSI). La lista socialdemocratica conquista i quattro seggi della minoranza e Mario Rigo viene eletto consigliere comunale. Alla successiva tornata (1960) si ripete, con la lista del PSI, il risultato di quattro anni prima.
Nel 1964 Rigo viene eletto consigliere provinciale del PSI per il collegio di Noale-Scorzè alle elezioni provinciali di Venezia. Nasce il primo centro-sinistra (DC-PSI-PSDI) alla provincia di Venezia. Entrano in giunta per il PSI Roberto Fiorentini e Mario Rigo, presidente Alberto Bagagiolo (DC). Sindaco a Venezia viene riconfermato Favaretto Fisca (DC).
Nelle elezioni comunali a Venezia del 1970, Rigo viene eletto consigliere comunale ed è vicesindaco della coalizione di centro-sinistra (DC- PSI- PSDI), sindaco Giorgio Longo (DC).
Dal 1975 al 1985 è stato sindaco del comune di Venezia per il PSI, con vicesindaco Giovanni Pellicani per il PCI. Nello stesso periodo ha ricoperto anche i ruoli di presidente del Teatro La Fenice di Venezia, di presidente della Comunità dei Porti Adriatici e di vicepresidente della Biennale di Venezia.
È stato eletto alle elezioni europee del 1984 per le liste del PSI. È stato membro della Commissione per i bilanci, della Delegazione per le relazioni con la Turchia e della Delegazione alla Commissione parlamentare mista CEE-Turchia.
Alle elezioni comunali a Venezia del 1985, Mario Rigo viene eletto consigliere comunale. La nuova giunta di centro-sinistra è guidata dal socialista Nereo Laroni.
Alle elezioni politiche del 1987 viene eletto senatore del PSI nel collegio di Mirano.
Nel 1988 Rigo entra in conflitto con la dirigenza del PSI veneziano, particolarmente con Gianni De Michelis, e manda una lettera di dimissioni a Bettino Craxi. Aderisce al Gruppo misto del Senato. Da allora Mario Rigo non ha aderito ad alcun partito politico.
Nel 1989 Mario Rigo fonda "Iniziativa Civica", che si trasforma in un movimento autonomista interregionale con denominazione nel Veneto "Lega Autonomia Veneto", nel Friuli-Venezia Giulia Lega Autonomia Friuli, nel Trentino Lega Autonomia Trentino.
Alle elezioni comunali a Venezia del 1990, Rigo viene eletto consigliere comunale per Iniziativa Civica; opta per il Senato e gli succede in consiglio regionale Silvano Ceccarelli.
In vista delle elezioni politiche del 1992 ha fondato un movimento regionalista veneto denominato Lega Autonomia Veneta, con il quale è stato eletto alla Camera.
Nel 1993 alle elezioni regionali Friuli-Venezia Giulia, Lega Autonomia Friuli elegge due consiglieri regionali. Al rinnovo dei consigli provinciali del Trentino-Alto Adige, Lega Autonomia Trentino elegge un consigliere della provincia autonoma di Trento.
Alle elezioni politiche del 1994 ha schierato il suo movimento in posizione autonoma rispetto ai principali schieramenti, presentando candidati in tutti i collegi del Veneto senza ottenere eletti. Lega Autonomia Veneta ottiene il 6% nel Veneto, nessun eletto (era nato il Mattarellum).
Alle elezioni politiche del 1996 si è candidato al Senato nella coalizione de L'Ulivo, guidando la Lega Autonomia Veneta in una federazione con l'Ulivo. Eletto a Palazzo Madama è entrato nel Gruppo misto. Nel corso della legislatura si è sempre situato nell'ambito del centrosinistra pur in una posizione di autonomia. Successivamente esteso il suo movimento regionalista anche ad altre regioni e l'ha ribattezzato Lega delle Regioni, partecipando in particolare alle elezioni europee del 1999 all'interno di una lista che raggruppava anche il Partito Sardo d'Azione e i "Consumatori Italiani" (nucleo originario di quelli che sarebbero poi diventati i Consumatori Uniti).
Sempre lo stesso anno, viene nominato membro dell'Assemblea parlamentare del Consiglio d'Europa. Un anno dopo viene eletto membro della Commissione parlamentare per le riforme costituzionali (bicamerale). È l'esperienza nella quale si manifesta la crisi della sinistra: divisa sulle materie del bicameralismo, del federalismo, della giustizia. Rigo matura il ritiro dalla vita parlamentare.
Il 2 dicembre del 2000, Rigo in una intervista a Francesco Jori sul "Gazzettino" dichiara che non si ricandiderà alle successive elezioni politiche del 2001.
L'anno successivo viene chiamato dal neo-presidente del Senato Marcello Pera a ricoprire l'incarico di direttore del suo gabinetto.